# Бадару
Бадару (фр. Badaroux) насеље је и општина у јужној Француској у региону Лангдок-Русијон, у департману Лозер која припада префектури Манд.
По подацима из 2011. године у општини је живело 924 становника, а густина насељености је износила 44,59 становника/km². Општина се простире на површини од 20,72 km². Налази се на средњој надморској висини од 800 метара (максималној 1.220 m, а минималној 736 m).

## Демографија
| 1962. | 1968. | 1975. | 1982. | 1990. | 1999. | 2011. |
| ----- | ----- | ----- | ----- | ----- | ----- | ----- |
| 372   | 426   | 689   | 939   | 905   | 850   | 924   |

График промене броја становника у току последњих година